# Присяга Богдана Хмельницкого под Зборовом
«Присяга Богдана Хмельницкого под Зборовом» (пол. Hołd Bohdana Chmielnickiego pod Zborowem) — картина польского художника Яна Матейко, созданная в 1859 году. Хранится во Львовской картинной галерее.
Матейко изобразил момент после битвы при Зборове летом 1649 года, в которой Богдан Хмельницкий, командовавший восставшими казаками и крестьянами, одержал частичную победу над королём Речи Посполитой Яном Казимиром. Под давлением своих союзников крымских татар Хмельницкому пришлось подписать мирный договор, который только отчасти удовлетворял его претензии. На картине Хмельницкий склоняется перед королём.